# Kostel svatého Pankráce (Ratschings)
Chiesa di San Pancrazio (německy Kirche St. Pankraz) je farní kostel ve frazioni Mareta (německy Mareit) obce Racines (německy Ratschings), v autonomní provincii Bolzano. Patří pod děkanát Vipiteno, který se nachází v bolzansko-brixenské diecézi a jeho historie sahá do 18. století.

## Historie

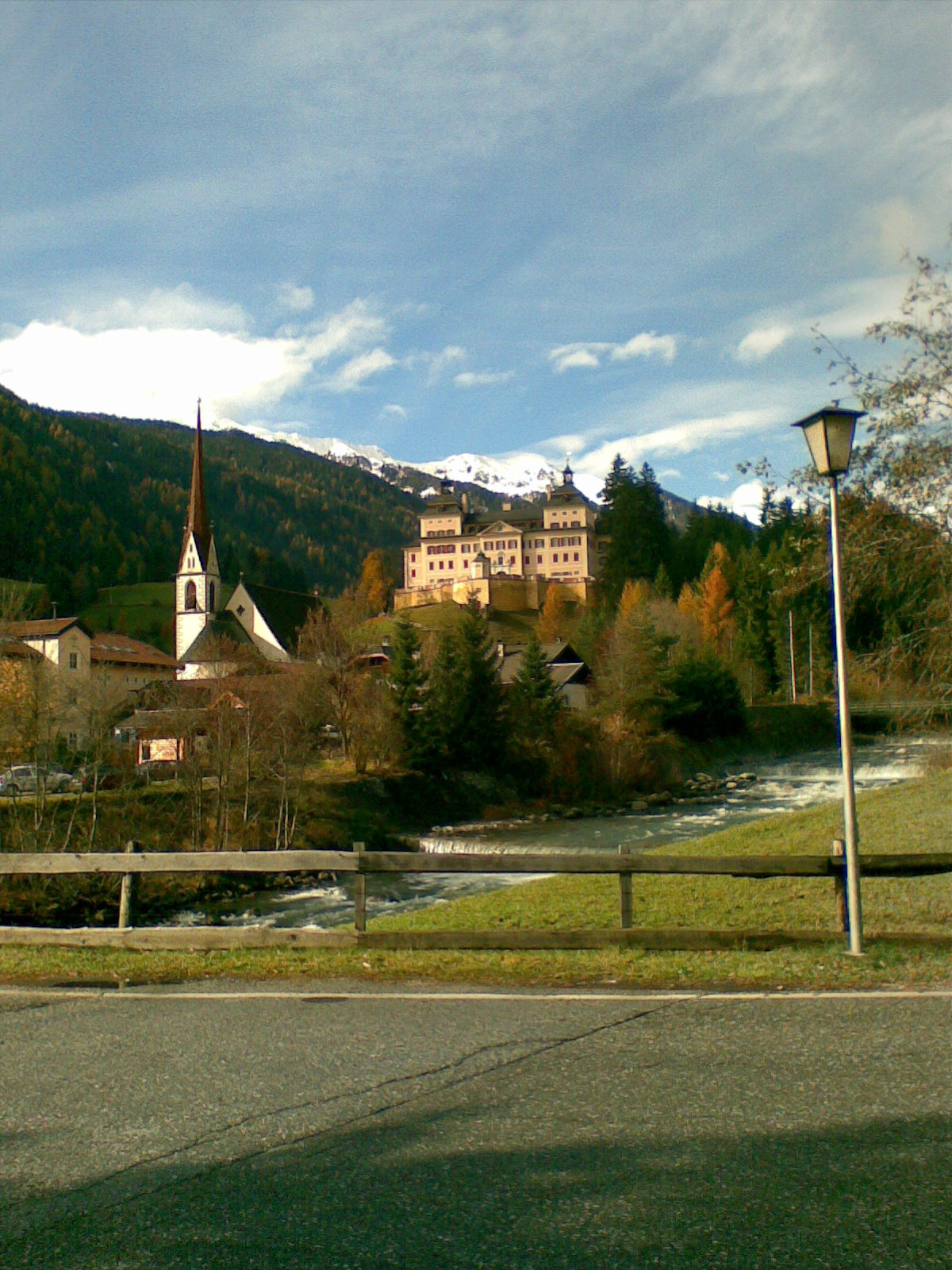
Rio Ridanna, kostel a Castel Wolfsthurn
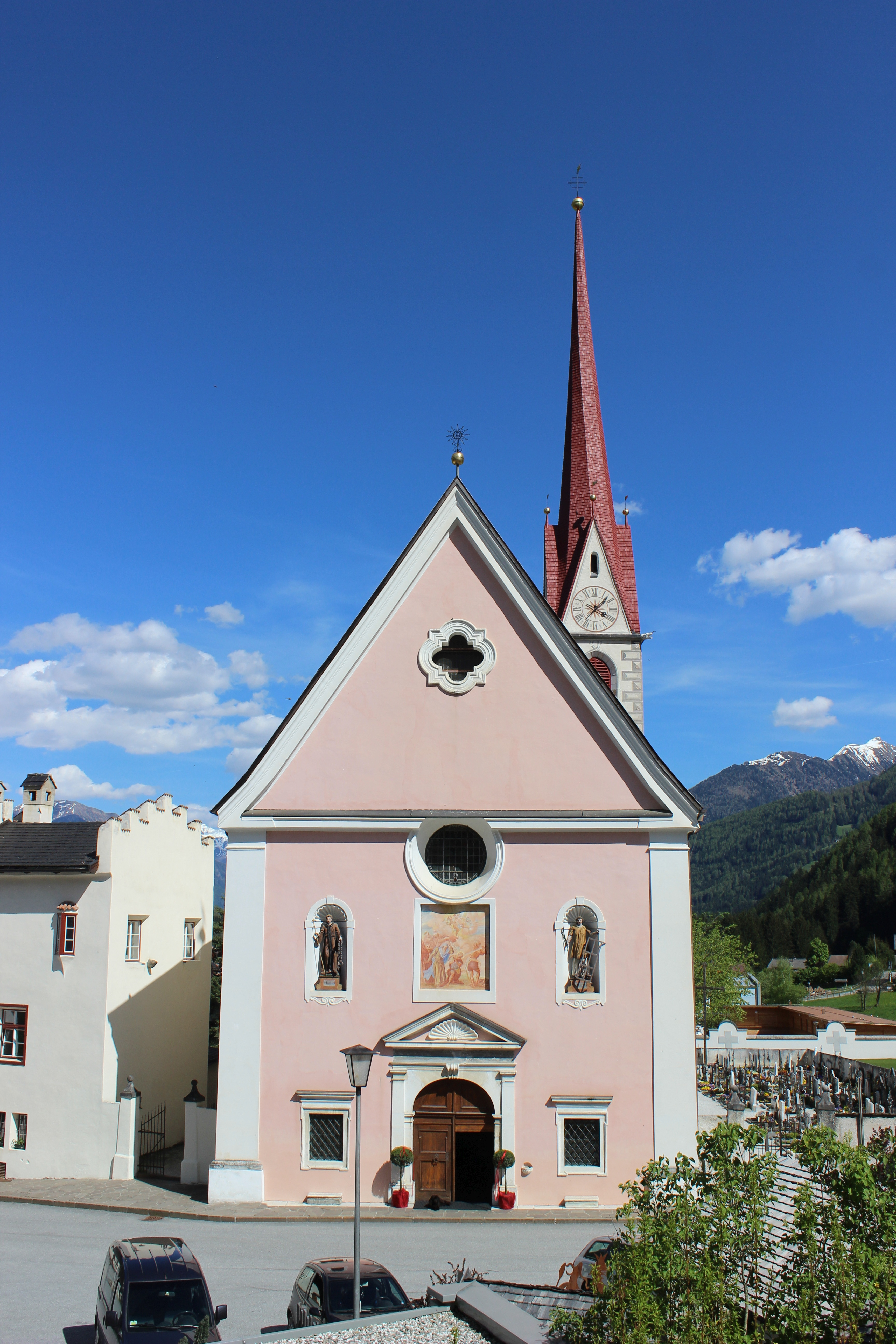
průčelí kostela
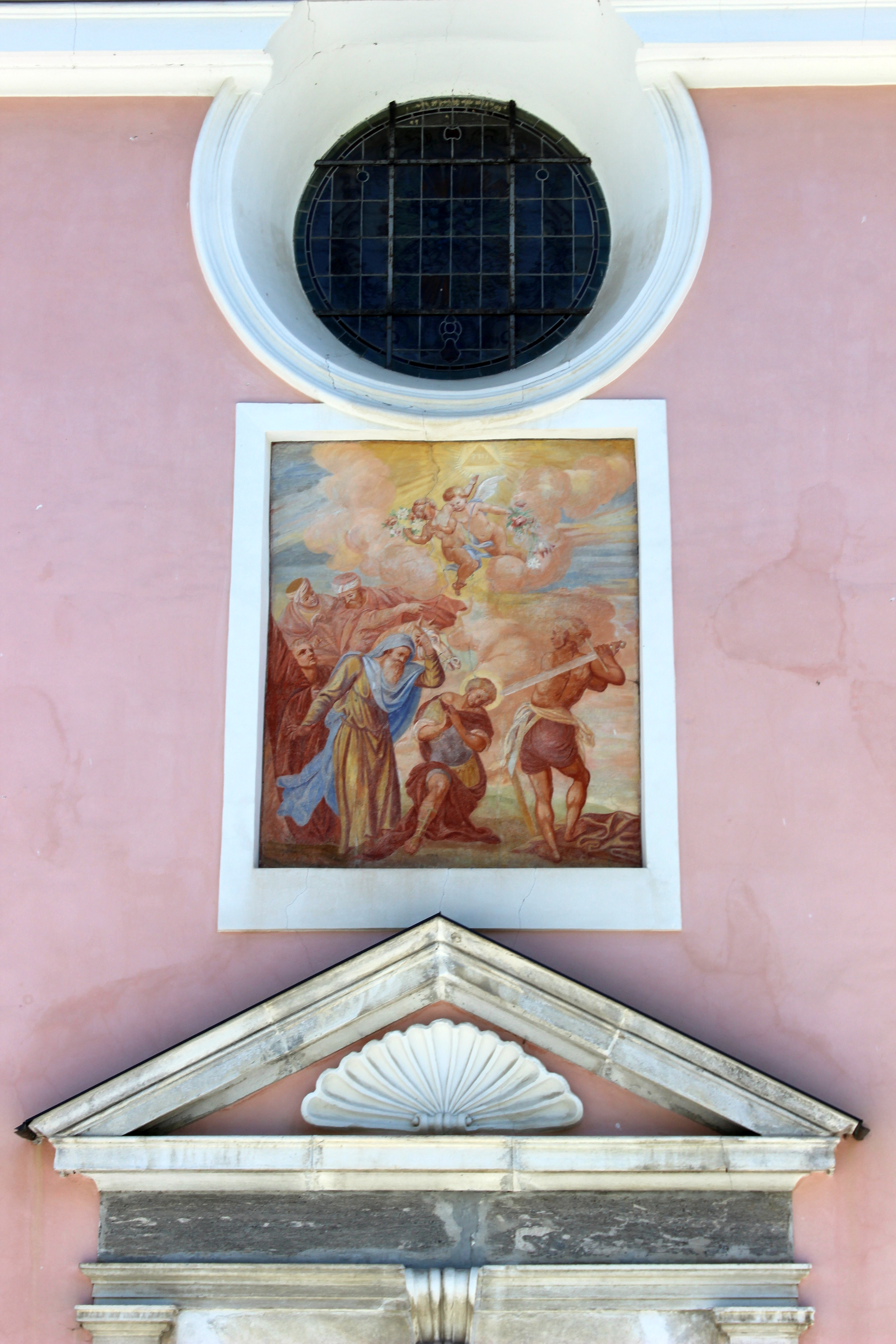
freska na fasádě

Zvonice pochází ze 14. století.

## Popis
Nachází se v centru Marety, pod hradbami zámku Castel Wolfsthurn (německy Schloss Wolfsthurn). Fasáda má světle růžovou barvu. Po stranách v dolní části fasády jsou dvě malá čtvercová okna, uprostřed je portál, v prostřední části dva výklenky se sochami. Vpravo od kostela se nachází hřbitov a malá hřbitovní kaple.
Interiér je obzvláště bohatý na výzdobu. Na hlavním oltáři je erb rodiny Sternbachů.